# Міхал Лукніш
Міхал Лукніш (26 лютого 1916, Златно — 20 вересня 1988, Малацки) — словацький географ та професор Університету Коменського у Братиславі.
Професор Лукніш навчався на природничо-науковому факультеті Університету Коменського в  Братиславі, під керівництвом Яна Громадки. Разом з його ім'ям було прив'язане до величезного розвитку сучасної геоморфології, геоморфологія картування та регіональної географії. Його школа геоморфології досягла міжнародного успіху і значущості. У 1977 році він отримав Національну премію Чехословацької соціалістичної республіки. Як перший географ в колишній ЧССР він почав з детальної геоморфологічної карти, окрім цього він цікавився оюгеографією, просторовим плануванням, і проблемами навколишнього природного середовища. Найважливіша працю, яку виконав спільно з академіком Емілем Мазуром була до сьогодні діюча у Геоморфологічному відділі в Словаччині. Окрім цього, відомий своїми високоякісними картами та друкованою працею «Геоморфологія на «Житньому острові». Як професор він викладав на природничо-науковому факультеті Університету Коменського у Братиславі. Він був першим президентом в Словацькій географічній науці.